# بخش مونتویل (شهرستان مدینه، اوهایو)
بخش مونتویل (به انگلیسی: Montville Township) یک منطقهٔ مسکونی در ایالات متحده آمریکا است که در شهرستان مدینا، اوهایو واقع شده‌است.
 بخش مونتویل ۵۴٫۴ کیلومتر مربع مساحت و ۱۱٬۱۸۵ نفر جمعیت دارد و ۲۹۴ متر بالاتر از سطح دریا واقع شده‌است.